# San Agustín (Paoay)

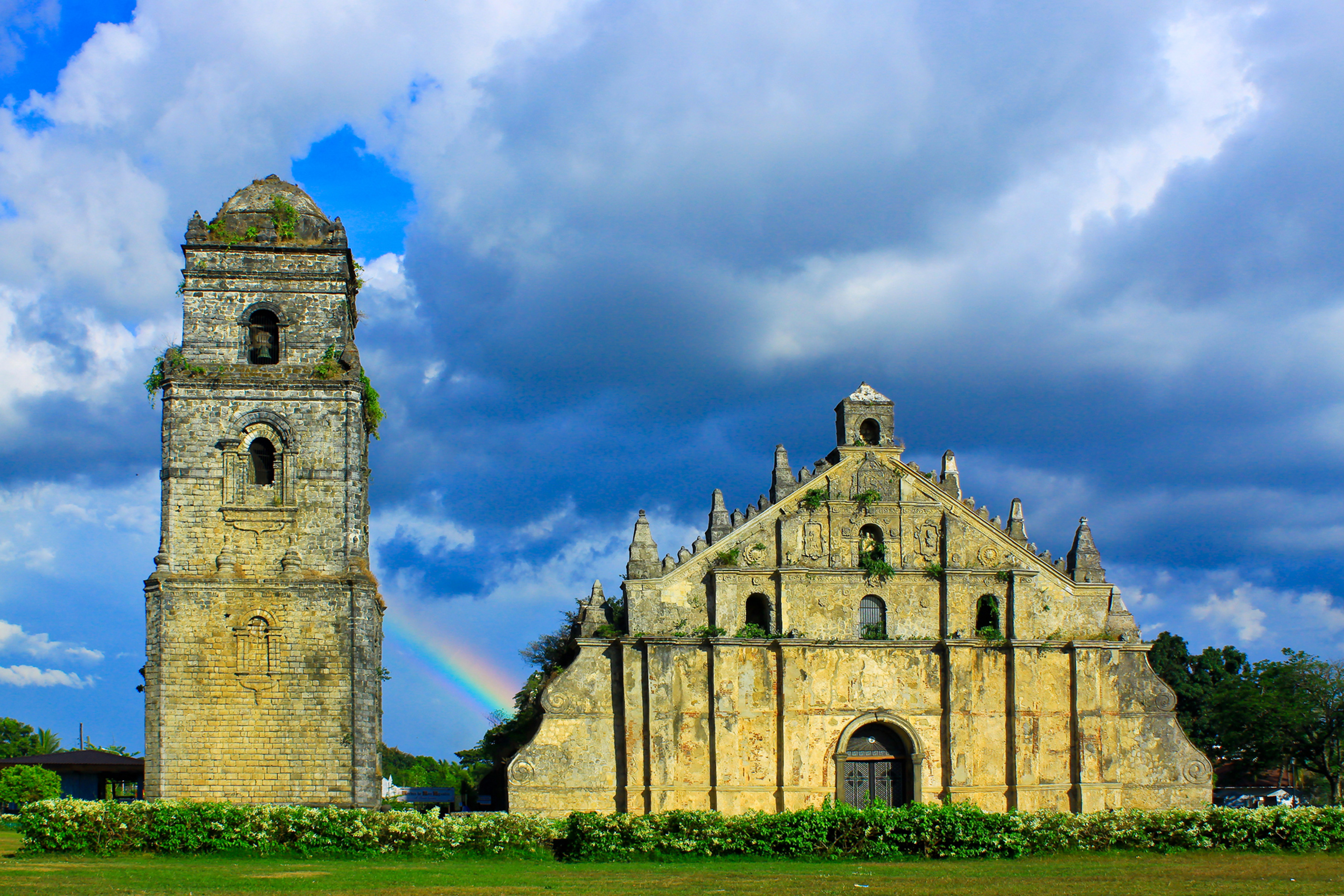
San Agustín in Paoay

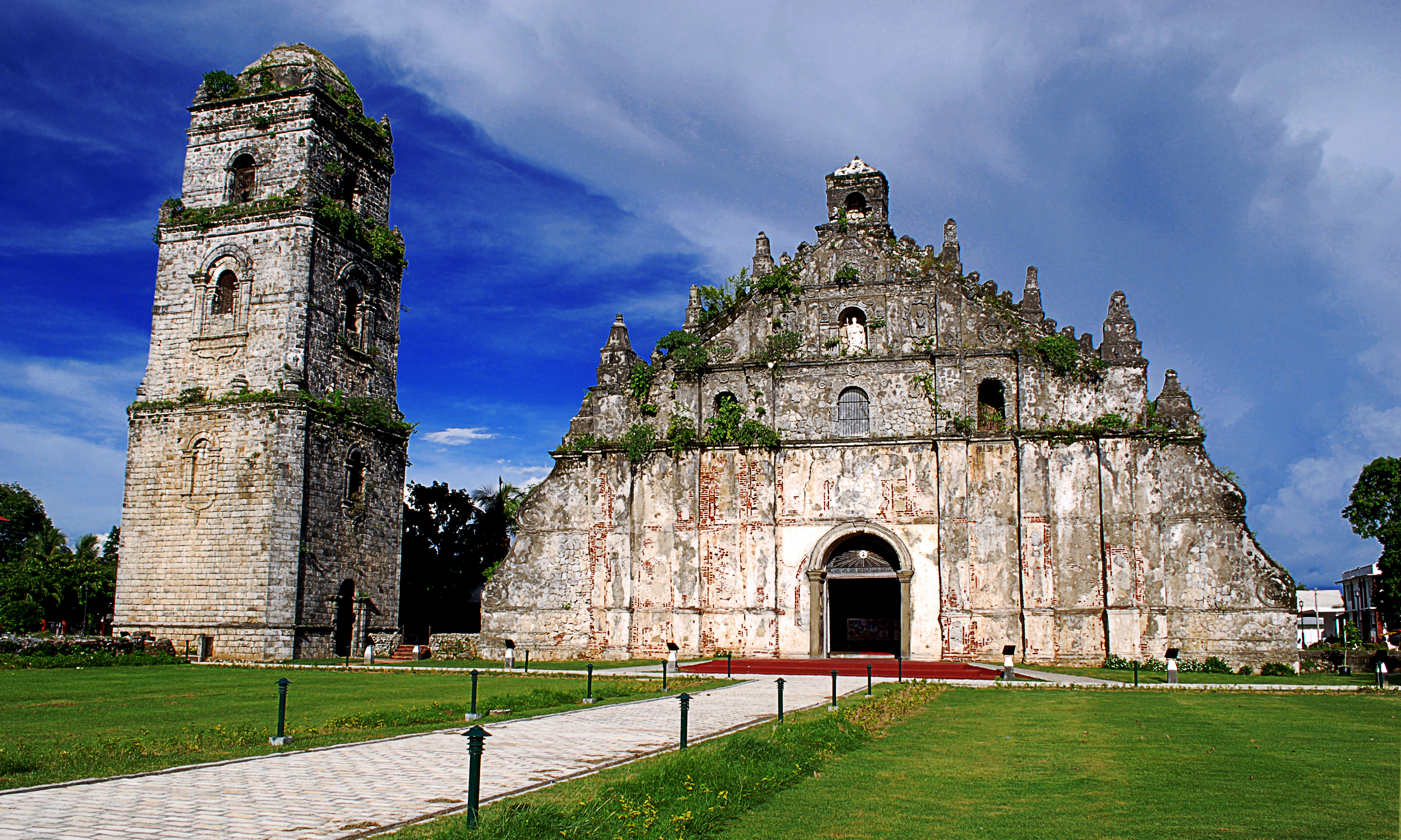
dto.

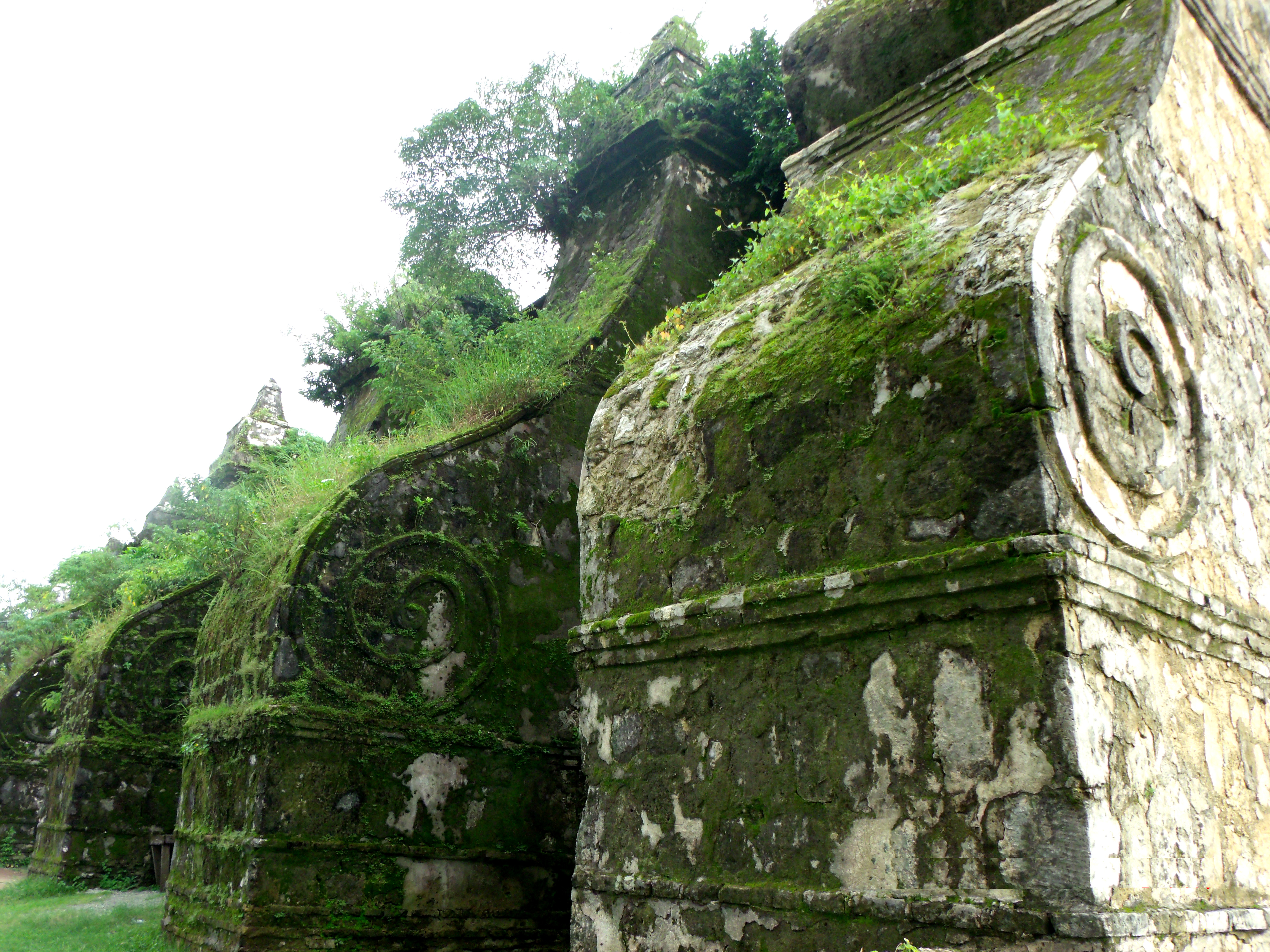
Strebepfeiler mit Stuckvoluten

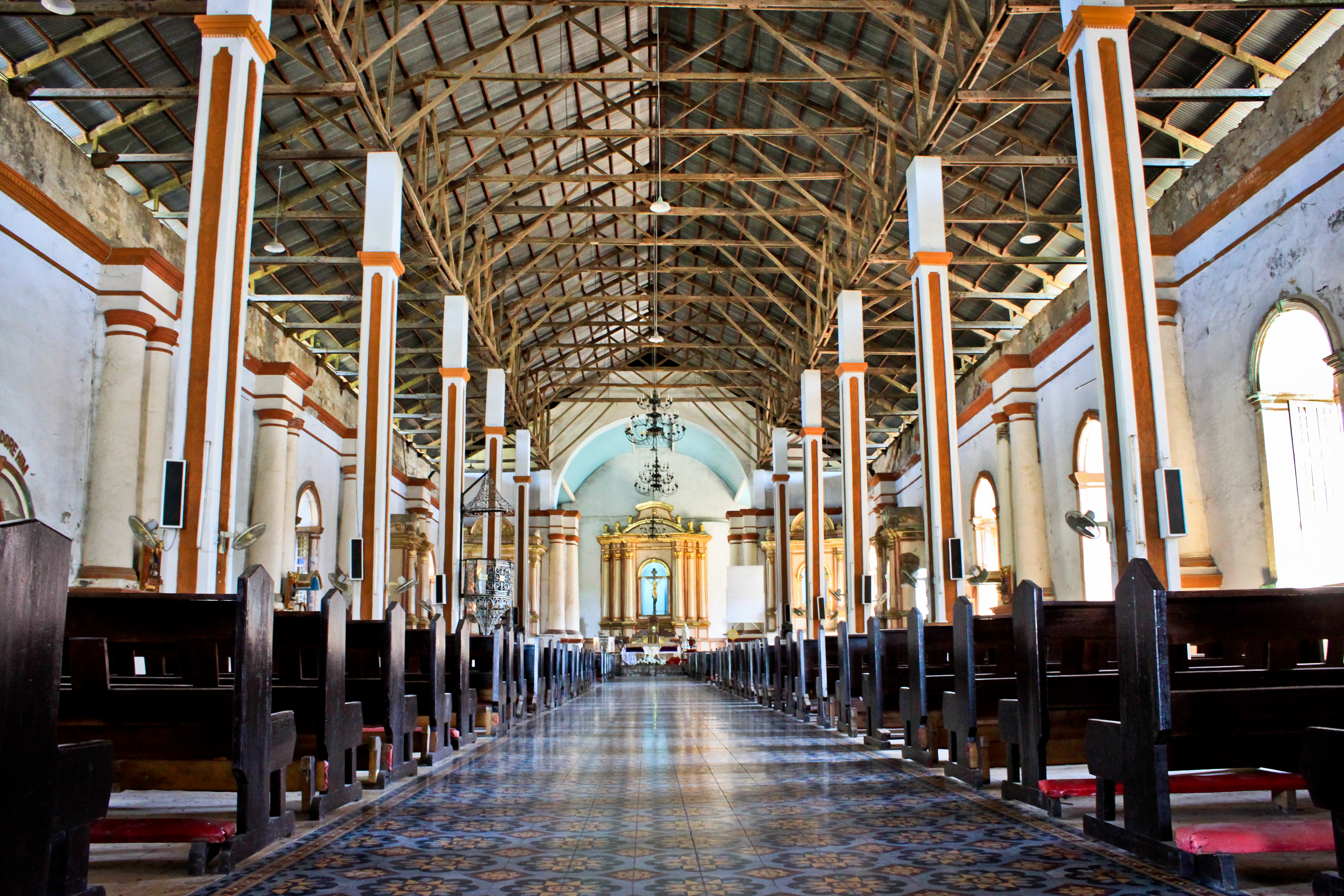
Paoay Church (Inneres)

Die Kirche San Agustín (spanisch Iglesia de San Agustín) in der Gemeinde Paoay in der Provinz Ilocos Norte im Westen der nordphilippinischen Insel Luzon ist einer der bedeutendsten historischen Kirchenbauten des Landes und gehört seit dem Jahr 1993 als Bestandteil der Barock-Kirchen auf den Philippinen zum UNESCO-Weltkulturerbe.

## Geschichte
Mönche des Augustinerordens gründeten im Jahr 1593 im ca. 3 km vom Meer entfernten Ort Paoay eine Kirchengemeinde und errichteten einen ersten Kirchenbau aus Holz und Schilf bzw. Gras. Im Jahr 1686 wurde Paoay als eigenständige Pfarrei unter der Leitung des Ordens anerkannt. Die heutige, aus Backsteinen gemauerte und von einem offenen Dachstuhl bedeckte Kirche entstand in den Jahren 1693 bis 1710. Der vom eigentlichen Kirchenbau getrennt stehende Glockenturm stammt aus dem ausgehenden 18. Jahrhundert; er diente während des Katipunan-Aufstands zeitweise auch als Wachturm. Nach zwei Erdbeben in den Jahren 1865 und 1885 wurde die Kirche Ende des 19. Jahrhunderts restauriert. 

## Architektur

### Kirche
Die mit einer aus dem Baukörper heraustretenden flachschließenden Apsis versehene Kirche ist ein verputzter und weiß getünchter Ziegelsteinbau mit einer Breite von ca. 20 m und einer Länge von ca. 35 m; in Teilen wurden auch Bruchsteine aus Korallen verwendet. Der Bau wird durch 24 mächtige und nach unten immer breiter ausladende seitliche Strebepfeiler stabilisiert, die unten und in der Mitte über aufstuckierte Voluten verfügen und oben in kleinen vasenähnlichen Aufsätzen enden. Die Fassadenfront ist durch deutlich schmalere Strebepfeiler in Felder unterteilt und somit gegliedert; das Giebelfeld enthält eine Figur des hl. Augustinus und zwei seitliche Medaillons mit den Darstellungen von Sonne und Mond. Das durch seitliche Doppelsäulen scheinbar in mehrere Joche unterteilte Kircheninnere ist durch Holzstützen in drei Schiffe geteilt; die Dachabdeckung besteht aus Wellblech, unterhalb dessen durchgehende Öffnungen für Luftzirkulation sorgen.

### Turm
Der etwa 100 Jahre jüngere Glockenturm steht seitlich vor der Kirche; durch den Abstand kann ein eventueller Einsturz die Kirche nicht beschädigen. Er besteht größtenteils aus einem Mauerwerk aus exakt behauenen Korallensteinen, in welches mehrere Wandnischen, Fenster und Schallöffnungen eingelassen sind; zusätzlich wird er auf jeder Geschossebene von vasen- oder obeliskähnlichen Dekormotiven begleitet und schließt nach oben mit einer Kuppel ab.